# Seznam medailistů na halovém mistrovství světa – dálka

## Muži
| Rok  | Místo        | Zlato                            | Výkon vítěze                     | Stříbro                          | Bronz                            |
| ---- | ------------ | -------------------------------- | -------------------------------- | -------------------------------- | -------------------------------- |
| 1985 | Paříž        | Jan Leitner                      | 796                              | Gyula Pálóczi                    | Giovanni Evangelisti             |
| 1987 | Indianapolis | Larry Myricks                    | 823                              | Paul Emordi                      | Giovanni Evangelisti             |
| 1989 | Budapešť     | Larry Myricks                    | 837                              | Dietmar Haaf                     | Mike Conley                      |
| 1991 | Sevilla      | Dietmar Haaf                     | 815                              | Jaime Jefferson                  | Giovanni Evangelisti             |
| 1993 | Toronto      | Iván Pedroso                     | 823                              | Joe Greene                       | Jaime Jefferson                  |
| 1995 | Barcelona    | Iván Pedroso                     | 851                              | Mattias Sunneborn                | Erick Walder                     |
| 1997 | Paříž        | Iván Pedroso                     | 851                              | Kirill Sosunov                   | Joe Greene                       |
| 1999 | Maebaši      | Iván Pedroso                     | 862 – RHMS                       | Yago Lamela                      | Erick Walder                     |
| 2001 | Lisabon      | Iván Pedroso                     | 843                              | Kareem Streete-Thompson          | Carlos Calado                    |
| 2003 | Birmingham   | Dwight Phillips                  | 829                              | Yago Lamela                      | Miguel Pate                      |
| 2004 | Budapešť     | Savanté Stringfellow             | 840                              | James Beckford                   | Vitalij Škurlatov                |
| 2006 | Moskva       | Ignisious Gaisah                 | 830                              | Irving Saladino                  | Andrew Howe                      |
| 2008 | Valencie     | Godfrey Khotso Mokoena           | 808                              | Chris Tomlinson                  | Mohamed Salman Al Khuwalidi      |
| 2010 | Dauhá        | Fabrice Lapierre                 | 817                              | Godfrey Khotso Mokoena           | Mitchell Watt                    |
| 2012 | Istanbul     | Mauro Vinícius da Silva          | 823                              | Henry Frayne                     | Alexandr Meňkov                  |
| 2014 | Sopoty       | Mauro Vinícius da Silva          | 828                              | Li Jinzhe                        | Michel Tornéus                   |
| 2016 | Portland     | Marquis Dendy                    | 826                              | Fabrice Lapierre                 | Changzhou Huang                  |
| 2018 | Birmingham   | Juan Miguel Echevarría           | 846                              | Luvo Manyonga                    | Marquis Dendy                    |
| 2020 | Nanking      | zrušeno kvůli pandemii covidu-19 | zrušeno kvůli pandemii covidu-19 | zrušeno kvůli pandemii covidu-19 | zrušeno kvůli pandemii covidu-19 |
| 2022 | Bělehrad     | Miltiadis Tentoglou              | 855                              | Thobias Montler                  | Marquis Dendy                    |
| 2024 | Glasgow      | Miltiadis Tentoglou              | 822                              | Mattia Furlani                   | Carey McLeod                     |
| 2025 | Nanking      | Mattia Furlani                   | 830                              | Wayne Pinnock                    | Liam Adcock                      |

## Ženy
| Rok  | Místo        | Zlato                            | Výkon vítěze                     | Stříbro                          | Bronz                            |
| ---- | ------------ | -------------------------------- | -------------------------------- | -------------------------------- | -------------------------------- |
| 1985 | Paříž        | Helga Radtkeová                  | 688                              | Taťána Rodionová                 | Nijolé Medveděvová               |
| 1987 | Indianapolis | Heike Drechslerová               | 710                              | Helga Radtkeová                  | Jelena Bělevská                  |
| 1989 | Budapešť     | Galina Čisťakovová               | 698                              | Marieta Ilcuová                  | Larisa Běrežná                   |
| 1991 | Sevilla      | Larisa Běrežná                   | 684                              | Heike Drechslerová               | Marieta Ilcuová                  |
| 1993 | Toronto      | Marieta Ilcuová                  | 684                              | Susen Tiedtkeová                 | Inessa Kravecová                 |
| 1995 | Barcelona    | Ljudmila Galkinová               | 695                              | Irina Mushajlová                 | Susen Tiedtkeová                 |
| 1997 | Paříž        | Fiona Mayová                     | 686                              | Chioma Ajunwa                    | Agata Karczmareková              |
| 1999 | Maebaši      | Taťjana Kotovová                 | 686                              | Shana Williamsová                | Iva Prandževová                  |
| 2001 | Lisabon      | Dawn Burrellová                  | 703                              | Taťjana Kotovová                 | Niurka Montalvová                |
| 2003 | Birmingham   | Taťjana Kotovová                 | 684                              | Inessa Kravecová                 | Maurren Maggiová                 |
| 2004 | Budapešť     | Taťjana Lebeděvová               | 698                              | Taťjana Kotovová                 | Carolina Klüftová                |
| 2006 | Moskva       | Tianna Madisonová                | 680                              | Naide Gomesová                   | Concepción Montaner              |
| 2008 | Valencie     | Naide Gomesová                   | 700                              | Maurren Maggiová                 | Irina Simaginová                 |
| 2010 | Dauhá        | Brittney Reeseová                | 670                              | Naide Gomesová                   | Keila Costaová                   |
| 2012 | Istanbul     | Brittney Reeseová                | 723 – RHMS                       | Janay DeLoachová                 | Shara Proctorová                 |
| 2014 | Sopoty       | Éloyse Lesueurová                | 685                              | Katarina Johnsonová-Thompsonová  | Ivana Španovićová                |
| 2016 | Portland     | Brittney Reeseová                | 722                              | Ivana Španovićová                | Lorraine Ugenová                 |
| 2018 | Birmingham   | Ivana Španovićová                | 696                              | Brittney Reeseová                | Sosthene Moguenaraová-Taroumová  |
| 2020 | Nanking      | zrušeno kvůli pandemii covidu-19 | zrušeno kvůli pandemii covidu-19 | zrušeno kvůli pandemii covidu-19 | zrušeno kvůli pandemii covidu-19 |
| 2022 | Bělehrad     | Ivana Vuletová                   | 706                              | Ese Brumeová                     | Lorraine Ugenová                 |
| 2024 | Glasgow      | Tara Davisová-Woodhallová        | 707                              | Monae' Nicholsová                | Fátima Diameová                  |
| 2025 | Nanking      | Claire Bryantová                 | 696                              | Annik Kälinová                   | Fátima Diameová                  |